# Pablo Colomina Alpuente
Pablo Colomina Alpuente   (Elda, c. 1961) és un ex-pilot de motocròs valencià, sis vegades Campió d'Espanya durant la dècada del 1980. Practicà també amb èxit el Supercross, havent quedat Campió d'Espanya d'aquesta modalitat el 1990.
Deixeble als seus inicis de Toni Elías (assistí als cursets que el campió manresà impartia al seu circuit particular), Colomina començà a despuntar de ben jove pilotant l'Anvian de 250 cc i la Gilera de 125, passant després a l'equip de KTM, patrocinat per l'amo de Marsimoto i importador de la marca austríaca, el també manresà Ton Marsinyach. Amb aquest equip va participar durant algunes temporades al Campionat del Món de motocròs.
Al final de la seva carrera coincidí amb el petrerí Luis López Luisake, amb qui l'unia una bona amistat des de l'edat escolar. Tots dos protagonitzaren nombrosos duels als circuits i mantingueren una gran rivalitat esportiva, reflex de la tradicional rivalitat entre els municipis d'Elda i Petrer. Durant anys, quan es disputava la prova puntuable per al campionat estatal al circuit La Melva d'Elda, hi assistien milers de seguidors de l'un o l'altre pilot.

## Palmarès
| Any          | Motocicleta   | Campionat d'Espanya de motocròs | Campionat d'Espanya de motocròs | Campionat d'Espanya de motocròs | C. Esp. SX 250cc |
| Any          | Motocicleta   | 500cc                           | 250cc                           | 125cc                           | C. Esp. SX 250cc |
| ------------ | ------------- | ------------------------------- | ------------------------------- | ------------------------------- | ---------------- |
| 1981         | Anvian/Gilera | -                               | 6è                              | 4t                              |                  |
| 1982         | KTM/Gilera    | -                               | 7è                              | 6è                              |                  |
| 1983         | KTM           | 1r                              | 2n                              | 5è                              |                  |
| 1984         | KTM           | -                               | 1r                              | 3r                              |                  |
| 1985         | KTM           | -                               | 1r                              | ?                               |                  |
| 1986         | KTM           | -                               | 1r                              | ?                               |                  |
| 1987         | Honda         | -                               | 1r                              | ?                               |                  |
| 1988         | Yamaha        | -                               | 2n                              | ?                               |                  |
| 1989         | Yamaha        | -                               | 1r                              | ?                               |                  |
| 1990         | Yamaha        | -                               | 2n                              | ?                               | 1r               |
| 1991         | ?             | -                               | 2n                              | ?                               |                  |
| 1992         | ?             | -                               | 3r                              | ?                               |                  |
| Total títols | Total títols  | 1                               | 5                               | 0                               | 1                |
|              |               | 7 estatals                      |                                 |                                 |                  |